# Aglaophamus circinata
Aglaophamus circinata är en ringmaskart som först beskrevs av Verrill in Smith och Harger 1874.  Aglaophamus circinata ingår i släktet Aglaophamus och familjen Nephtyidae. Inga underarter finns listade i Catalogue of Life.